# Oran (provins)

Orans provins i Algeriet

Oran (arabiska: ولاية وهران) är en provins (wilaya) i nordvästra Algeriet. Provinsen har 1 443 052 invånare (2008). Oran är huvudort.

## Administrativ indelning
Provinsen är indelad i 9 distrikt (daïras) och 26 kommuner (baladiyahs).